# Lê Công Định
Lê Công Định, född 1968, är en vietnamesisk advokat som satt i försvaret av många uppmärksammade människorättsfall i Vietnam. Han var kritisk till bauxitbrytning i Vietnams centrala högland och arresterades av den vietnamesiska regeringen den 13 juni 2009 anklagad för "nationell säkerhet", även om gripandet möttes av starka invändningar från det internationella samfundet. Lê Công Định är en av Amnesty Internationals samvetsfångar.